# Ștefan II Tomșa
Ștefan II Tomșa (fl. XVII secolo) è stato voivoda di Moldavia una prima volta dal 1611 al 1615 ed una seconda dal 1621 al 1623.